# أليكس برايس
أليكس برايس (بالإنجليزية: Alex Price)‏ هو ممثل بريطاني، ولد في 8 مايو 1985 في المملكة المتحدة.

## وصلات خارجية
- أليكس برايس على موقع IMDb (الإنجليزية)
- أليكس برايس على موقع قاعدة بيانات برودواي على الإنترنت (الإنجليزية)
- أليكس برايس على موقع قاعدة بيانات الفيلم (الإنجليزية)